# Divertimento (Kvandal)
Divertimento opus 3 is een compositie van Johan Kvandal. Kvandal schreef het werk voor twee soorten ensembles:
- een strijkensemble bestaande uit twee violen, een altviool, een cello en een contrabas.
- een strijkorkest.

Het werk werd gedurende de 20e eeuw regelmatig uitgevoerd, maar tot een commerciële opname is het nooit gekomen. Er is wel een niet-commerciële opname van het Monn-kwartet. Het enige wat er nog van bekend is, is dat het uit vier delen bestaat:
1. Allegro
2. Andante con moto
3. Allegretto
4. Allegro.

Het is uitgegeven via Norsk Musikforlag. Een van de uitgaven dateert van 1981.